# دایانا کرال
دایانا کرال (به انگلیسی: Diana Krall) با نام کامل دایانا جین کرال (به انگلیسی: Diana Jean Krall) (متولد ۱۶ نوامبر ۱۹۶۴) خواننده و نوازندهٔ پیانوی جاز کانادایی است.
سال‌های سال آلبوم‌های موسیقی یا ترانه‌های بالای جدول Top 10 در انحصار سبک‌هایی مانند rock, pop یا شاخه‌های آن‌ها بود و تنها این سبک‌ها بودند که روی بیلبردها و جداول مقایسه ای با هم برای رسیدن به رتبه اول رقابت می‌کردند.
و موسیقی Jazz در عین زیبایی به علت پیچیدگی‌های خاص خود نمی‌توانست مخاطبین زیادی داشته باشد و نواندگان و خوانندگان این سبک موسیقی تاب و توان رقابت با کسانی چون Santana, Calpton, Waters، و … را نداشتند.
اما در ده سال گذشته هنرمندی وارد عرصه موسیقی Jazz شد که توانست با هنر خود مخاطبین سایر سبکهای موسیقی را نیز به سوی خود جلب کند.
دایانا کرال توانست برخلاف بسیاری از هنرمندان که هنر را قربانی تعداد مخاطب می‌کنند و ساخته‌های خود را اعم از نقاشی، فیلم، موسیقی و … برطبق سلیقه اکثریت تهیه می‌کنند - و نه سبکی که در اون تخصص دارند - به این مهم دست پیدا کند و مخاطبین بسیار زیادی برای خود در سراسر دنیا پیدا کند
این هنرمند کانادایی که همواره از ارکستر Acoustic استفاده می‌کند توانست به صورت پدیده ای جدید در عرصه موسیقی کانادا و دنیا مطرح شود. کارهای vocal او در سبک‌های swing و blues واقعاً شنیدنی است.
هنگامی که کارهای vocal این نوازنده توانای پیانوی Jazz را گوش می‌دهیم شاید بی‌اختیار بیاد سبک خواندن Nat King Cole بیفتیم که با صدای گرم و ملایمی که داشت گوش انسان را نوازش می‌داد.
به گفته خود Diana یکی از مهم‌ترین خواننده‌های مورد علاقه او Nat King بوده که ظاهراً در نحوه خوندن او نیز اثر زیادی نیز گذاشته‌است. شاید اوج توانایی‌های او در نواختن پیانو و Jazz Vocal رو بتوان در کنسرت زنده ای که در پاریس داشت ملاحظه کرد.
او در این کنسرت استعداد خود را زمینه Jazz Vocal به رخ همه خواننده‌های pop, rock, blues, jazz و … کشاند و با خواندن ترانه‌های زیبا و ماندگاری چون عاشق اینجا بودن با توأم (I Love Being Here With You)، بیا عاشق شویم (Let's Fall in Love)، شرق خورشید (East of the Sun) و مرا به ماه پرواز ده یاد و خاطره بزرگان Jazz Vocal مانند Frank Sinatra , Peggy Lee و Nat King را زنده کرد.
کرال در سال ۱۹۶۴ به دنیا آمد و از ۱۵ سالگی به صورت حرفه پیانو Jazz می‌زد. بطوریکه در سال ۱۹۸۱ توانست بورس تحصیلی از دانشگاه موسیقی Berklee کسب نماید.
او روزی در کانادا در کنسرتی دوست قدیمی خود Ray Brown را ملاقات می‌کند که به یک نوازنده حرفه‌ای کنترباس Jazz تبدیل شده‌است. Ray Brown او را تشویق می‌کند که روی صدای خود کار کند و همین اتفاق نیز می‌افتد و دایانا کرال موفق می‌شود که در سال ۲۰۰۰ جایزه بهترین vocalist کانادا و در سال ۲۰۰۱ جایزه بهترین vocalist موسیقی Jazz را از آلمان نصیب خود کند.

## آلبوم‌ها
- 2007 - The Very Best of Diana Krall - (Verve Records)
- 2006 - From This Moment On - (Verve Records)
- 2005 - Christmas Songs - (Verve Records)
- 2004 - The Girl in the Other Room (Verve Records)
- 2002 - Live in Paris - (Verve Records)
- 2001 - The Look of Love - (Verve Records)
- 1999 - When I Look in Your Eyes - (Verve Records)
- 1998 - Have Yourself A Merry Little Christmas (EP) - (Impulse! Records)
- 1997 - Love Scenes - (Impulse! Records)
- 1996 - All for You: A Dedication to the Nat King Cole Trio - (Impulse! Records)
- 1995 - Only Trust Your Heart - (GRP Records)
- 1993 - Stepping Out - (Justin Time Records)
- 1989 (2002) - Heartdrops - (TCB, unauthorized)